# Aeroportul Ross River
Aeroportul Ross River (IATA: XRR, ICAO: CYDM) este un aeroport din Ross River⁠(d), Yukon, Canada.
Aeroportul se află la o altitudine de 719 metri și are o pistă.